# 広島市立広島市民病院
広島市立広島市民病院（ひろしましりつひろしましみんびょういん）は、広島県広島市中区にある医療機関。地方独立行政法人広島市立病院機構が運営する市立病院である。広島県災害拠点病院、地域がん診療連携拠点病院、エイズ治療拠点病院（中国四国ブロック拠点病院）、総合周産期母子医療センターなどに指定されている。病院の基本理念は「患者さんと協働して、心のこもった、安全で質の高い医療を行います。」

## 沿革
当初は厚生省（現厚生労働省）により開所。広島市が運営受託していた。よって名称も社会保険広島市民病院だった。2003年に受託を解除して、現在の広島市立広島市民病院になった。2003年から2008年にかけて、建物の増改築及び耐震補強などを行った。現在の病床数は743床（2007年2月1日より）。診療科の数は26。

## 年表
- 1952年8月11日 - 開院。
- 1958年9月30日 - 総合病院に認められる。
- 1959年1月21日 - 教育医療機関に指定。
- 1967年6月27日 - 救急病院に指定。
- 2003年4月1日 - 社会保険の委託を解除して広島市立病院になる。
- 2008年4月1日 - 平成15年からの増改築整備事業完了。全面稼働開始。
- 2014年4月1日 - 運営主体が広島市から地方独立行政法人・広島市立病院機構へ変更。

## 診療科
標榜科は以下の通りである。
- 内科
- 外科
- 循環器科
- 呼吸器科
- リウマチ科
- 神経内科
- 精神科
- 小児科
- 呼吸器外科
- 心臓血管外科
- 脳神経外科
- 整形外科
- 形成外科
- 小児外科
- 産婦人科
- 眼科
- 耳鼻咽喉科
- 皮膚科
- 泌尿器科
- 放射線科
- 麻酔科
- リハビリテーション科
- 歯科
- 歯科口腔外科

## 主な指定
- 臨床研修指定病院
- 救命救急センター
- エイズ治療拠点病院（中国四国ブロック拠点病院、広島県エイズ治療中核拠点病院）
- 地域がん診療連携拠点病院
- 総合周産期母子医療センター
- 地域医療支援病院
- 広島県災害拠点病院

## 交通アクセス
- 広島電鉄本線紙屋町東電停・紙屋町西電停下車、徒歩約7分[3]
- 広島バスセンター下車、徒歩約7分
- アストラムライン県庁前駅下車、徒歩約5分、地下道より直結
- 紙屋町バス停または県庁前バス停下車、徒歩約5-7分
- 広島バス 23号 横県線（横川駅方面から） 市民病院前バス停下車